# 조영준 (1985년)
조영준(曺泳俊, 1985년 5월 23일 ~ )은 대한민국의 전직 축구 선수이다.